# Entrega total
Entrega total es el nombre del sexto álbum de estudio de la agrupación mexicana Onda Vaselina, quienes 3 años después adoptaron el nombre de OV7. Este álbum se publicó en mayo del año 1997. Sus canciones más populares son "Mírame a los ojos", "Un pie tras otro pie", "Tus besos", y el éxito "Te quiero tanto, tanto".
Te quiero tanto, tanto logró que las ventas del disco alzaran en toda Latinoamérica, el tema logró liderar las listas de México, Argentina, España, Chile, Colombia, Venezuela, Paraguay, Ecuador, Perú y ser número #1 en el Billboard Hot Latín Song en Estados Unidos, siendo el primer tema del grupo en ingresar a dicha lista y el único en llegar a la primera posición, en el 2010 fue nombrado por la cadena de videos VH1 como una de Las 100 grandiosas canciones de los 90s en español en el número 50. Esta canción contó con el respaldo de Televisa al ser el elegido tema principal de la telenovela Mi pequeña traviesa.

## Integrantes
En este disco el grupo estaba integrado por
- Lidia Ávila
- Oscar Schwebel
- Daniel Vázquez
- M'balia Marichal
- Érika Zaba
- Mariana Ochoa
- Ari Borovoy

## Lista de canciones
| Entrega Total |                                                                                       |          |  |
| N.º           | Título                                                                                | Duración |  |
| 1.            | «Aunque muera por ti» (Mariana y Lidia)                                               | 3:46     |  |
| 2.            | «Extragrande» (Chicos)                                                                | 3:10     |  |
| 3.            | «Me gustan los dos» (Mariana)                                                         | 3:28     |  |
| 4.            | «Entrega total» (Érika)                                                               | 2:19     |  |
| 5.            | «Mírame a los ojos» (Lidia y M'Balia)                                                 | 4:22     |  |
| 6.            | «Resbalándote» (Oscar y Daniel)                                                       | 3:25     |  |
| 7.            | «Un pie tras otro pie» (M'Balia, Mariana, Lidia, Érika y Ari)                         | 4:10     |  |
| 8.            | «Tus besos» (Todos)                                                                   | 2:21     |  |
| 9.            | «Te esperaba a ti» (Lidia y M'Balia)                                                  | 4:21     |  |
| 10.           | «Nunca te olvidaré» (Daniel)                                                          | 4:38     |  |
| 11.           | «Es una aventura» (Ari)                                                               | 3:15     |  |
| 12.           | «A los ojos de tu madre» (Oscar)                                                      | 4:07     |  |
| 13.           | «Te quiero tanto, tanto» (Ari y Érika)                                                | 3:07     |  |
| 14.           | «Te quiero tanto, tanto (Version de la telenovela Mi pequeña traviesa)» (Ari y Érika) | 3:07     |  |
| 49:44         |                                                                                       |          |  |

## Certificaciones
| Región                      | Certificación    | Ventas  |
| --------------------------- | ---------------- | ------- |
| Estados Unidos (RIAA Latín) | Oro              | 50,000  |
| México (AMPROFON)           | 2x Platino + Oro | 600,000 |

- Datos: Q5834453